# Alexi Micinski
Alexi Micinski (ur. 19 września 1994 w Richland) – amerykańska narciarka dowolna. Specjalizuje się w konkurencji slopestyle. W 2013 roku wystartowała na mistrzostwach świata w Voss, gdzie zajęła szóste miejsce w slopestyle'u. Nie startowała na Igrzyskach olimpijskich. Najlepsze wyniki w Pucharze Świata osiągnęła w sezonie 2012/2013, kiedy to zajęła 53. miejsce w klasyfikacji generalnej, a w klasyfikacji slopestyle'u była piąta. W 2014 roku zakończyła karierę.

## Osiągnięcia

### Mistrzostwa świata
| Miejsce | Dzień   | Rok  | Miejscowość | Konkurencja | Zwycięzca   |
| ------- | ------- | ---- | ----------- | ----------- | ----------- |
| 6.      | 9 marca | 2013 | Voss        | Slopestyle  | Kaya Turski |

### Puchar Świata

#### Miejsca w klasyfikacji generalnej
- sezon 2012/2013:53.
- sezon 2013/2014: 141.

#### Miejsca na podium w zawodach
1. Sierra Nevada – 23 marca 2013 (slopestyle) – 1. miejsce